# Давидівка (Новосанжарська селищна громада)
Дави́дівка —  село в Україні, у Новосанжарській селищній громаді Полтавського району Полтавської області. Населення становить 137 осіб. До 2020 орган місцевого самоврядування — Стовбино-Долинська сільська рада.

## Географія
Село Давидівка примикає до села Лиман Перший, за 1 км від села Пасічне. Селом протікає пересихаючий струмок з загатами, уздовж якого село витягнуто на 5 км.

## Населення

### Мова
Розподіл населення за рідною мовою за даними перепису 2001 року:
| Мова       | Кількість | Відсоток |
| ---------- | --------- | -------- |
| українська | 131       | 95.62%   |
| російська  | 6         | 4.38%    |
| Усього     | 137       | 100%     |

## Історія
12 червня 2020 року, відповідно до розпорядження Кабінету Міністрів України № 721-р «Про визначення адміністративних центрів та затвердження територій територіальних громад Полтавської області», село увійшло до складу Новосанжарської селищної громади.
19 липня 2020 року, в результаті адміністративно - територіальної реформи та ліквідації Новосанжарського району, село увійшло до складу новоутвореного Полтавського району Полтавської області.

## Галерея

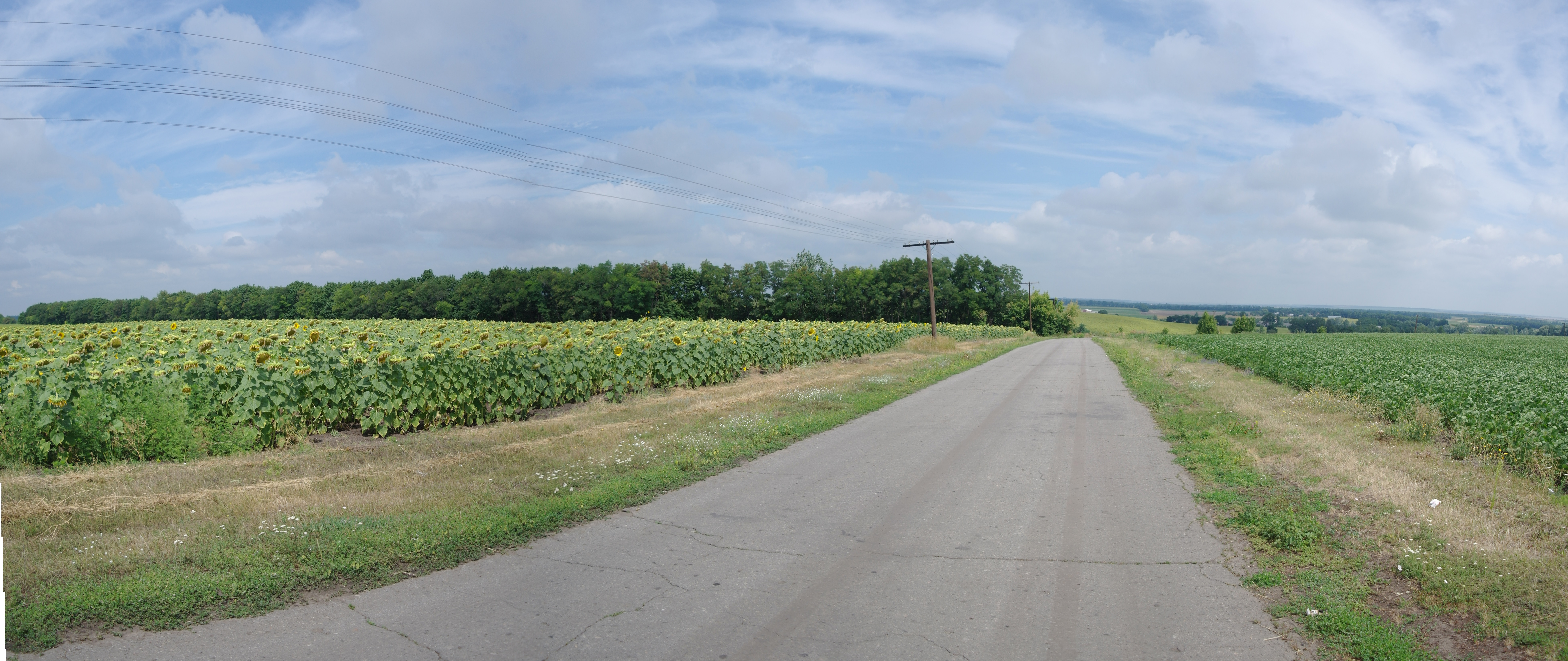
Краєвиди Давидівки (панорама 1)
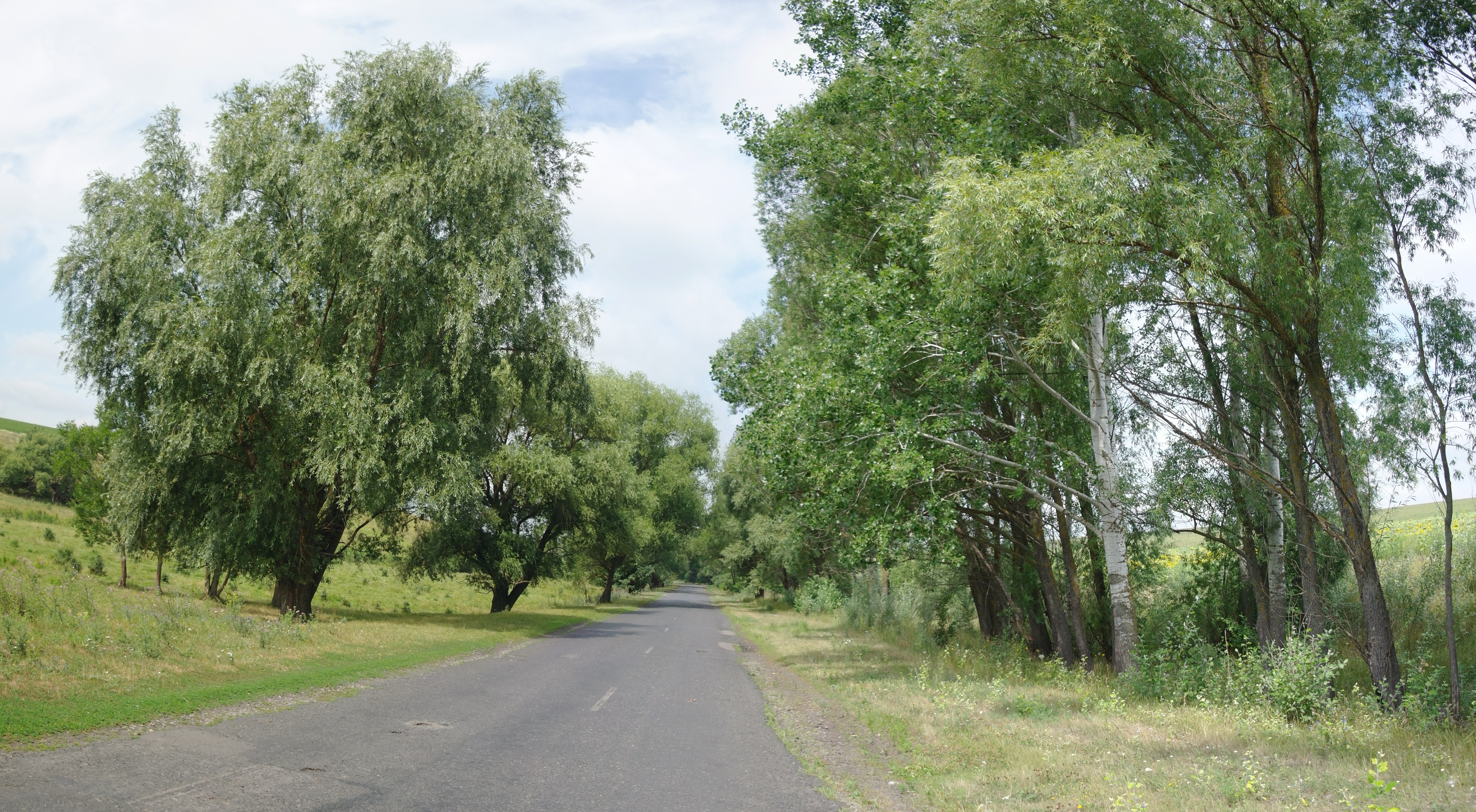
Панорами біля села
Перший ставок
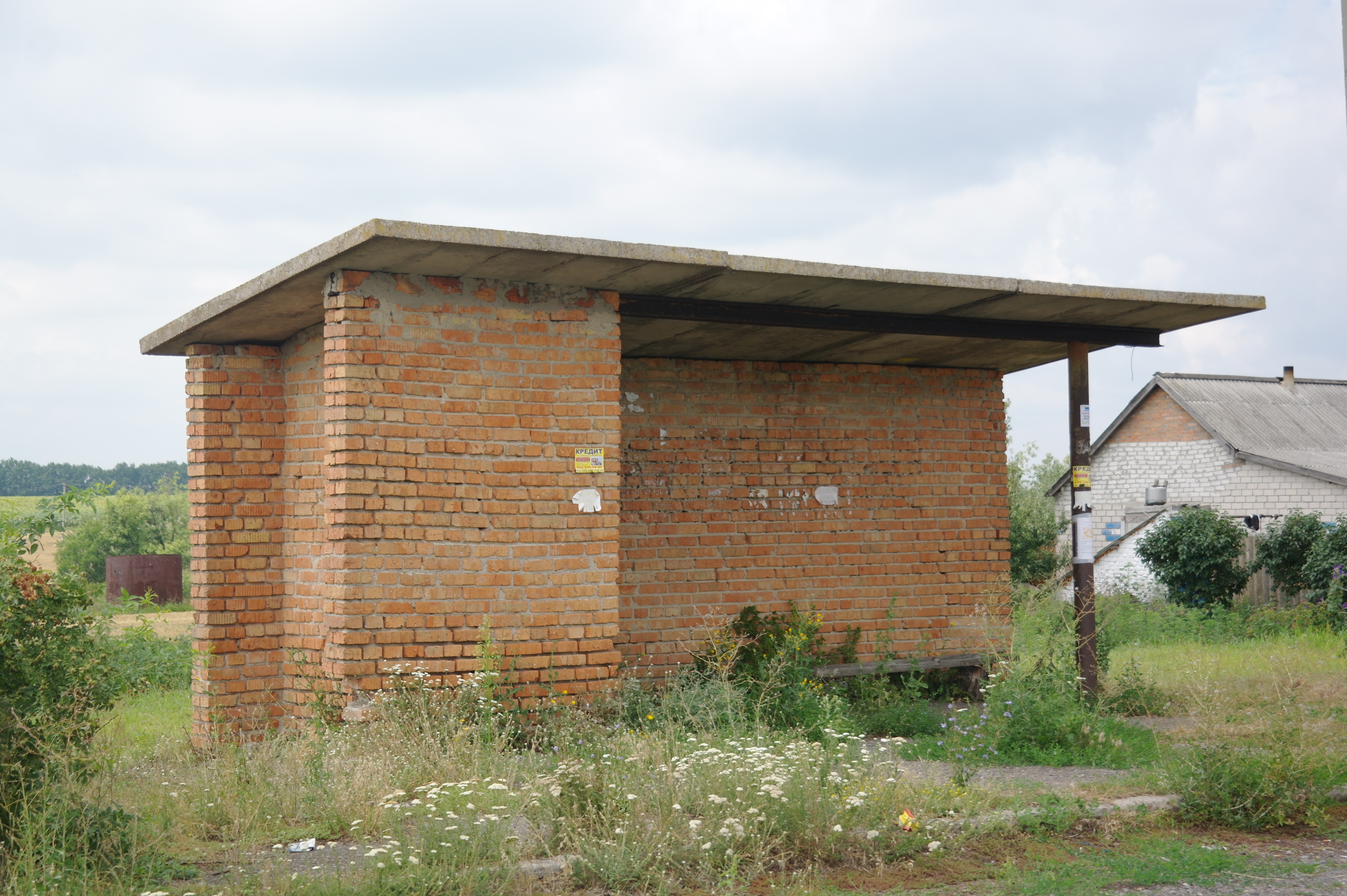
Зупинка
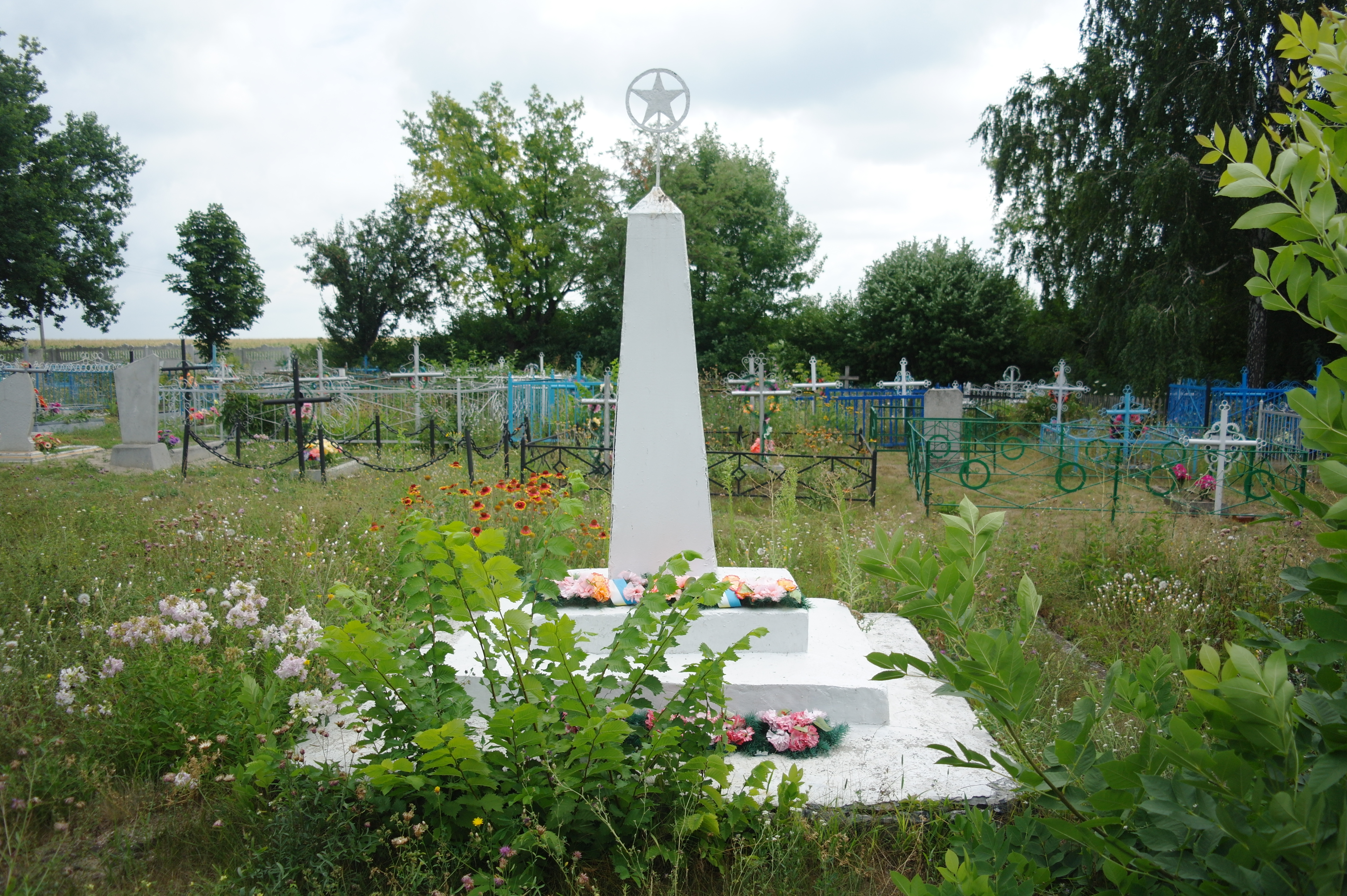
Краєвиди
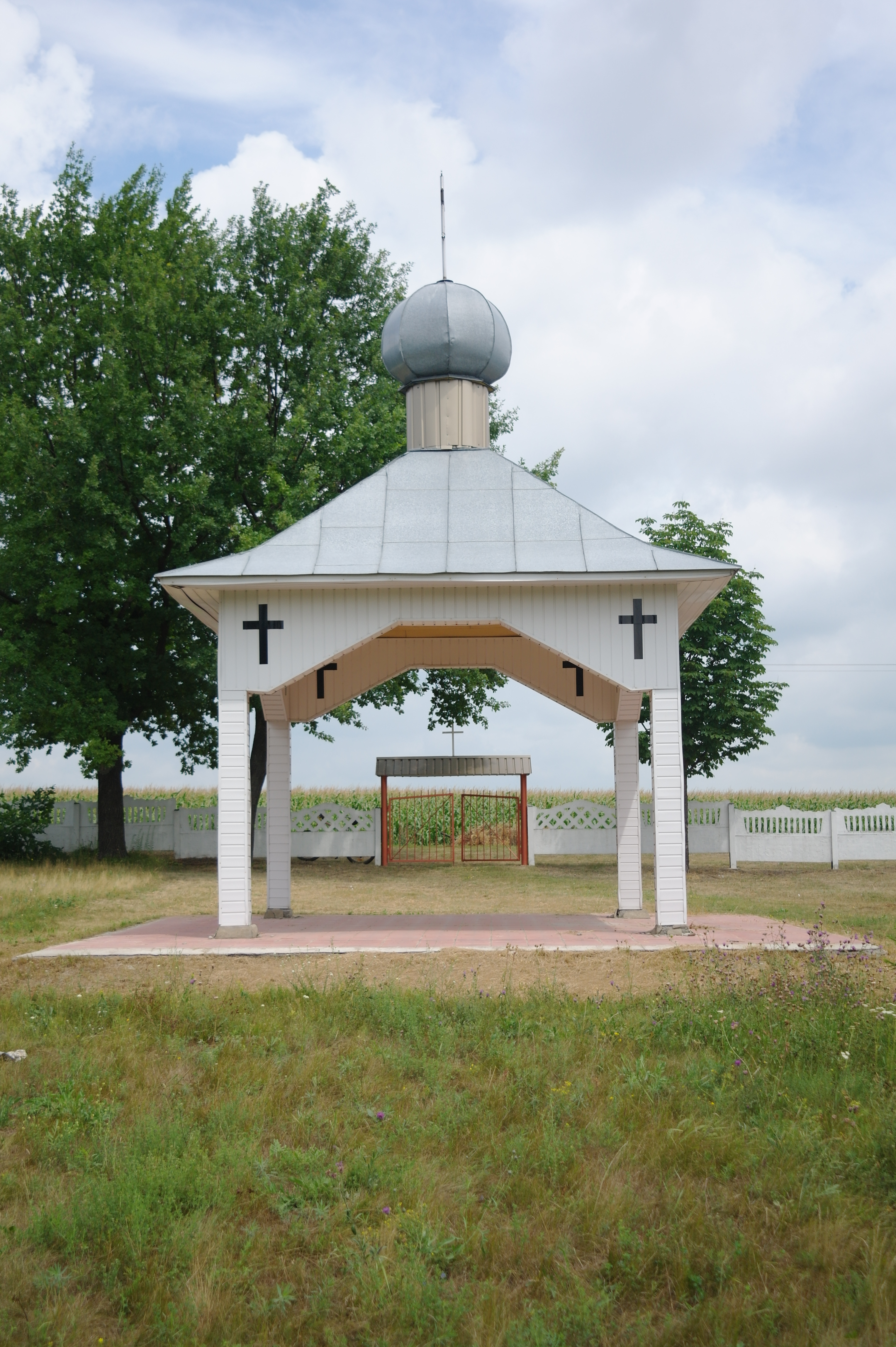
Кладовище
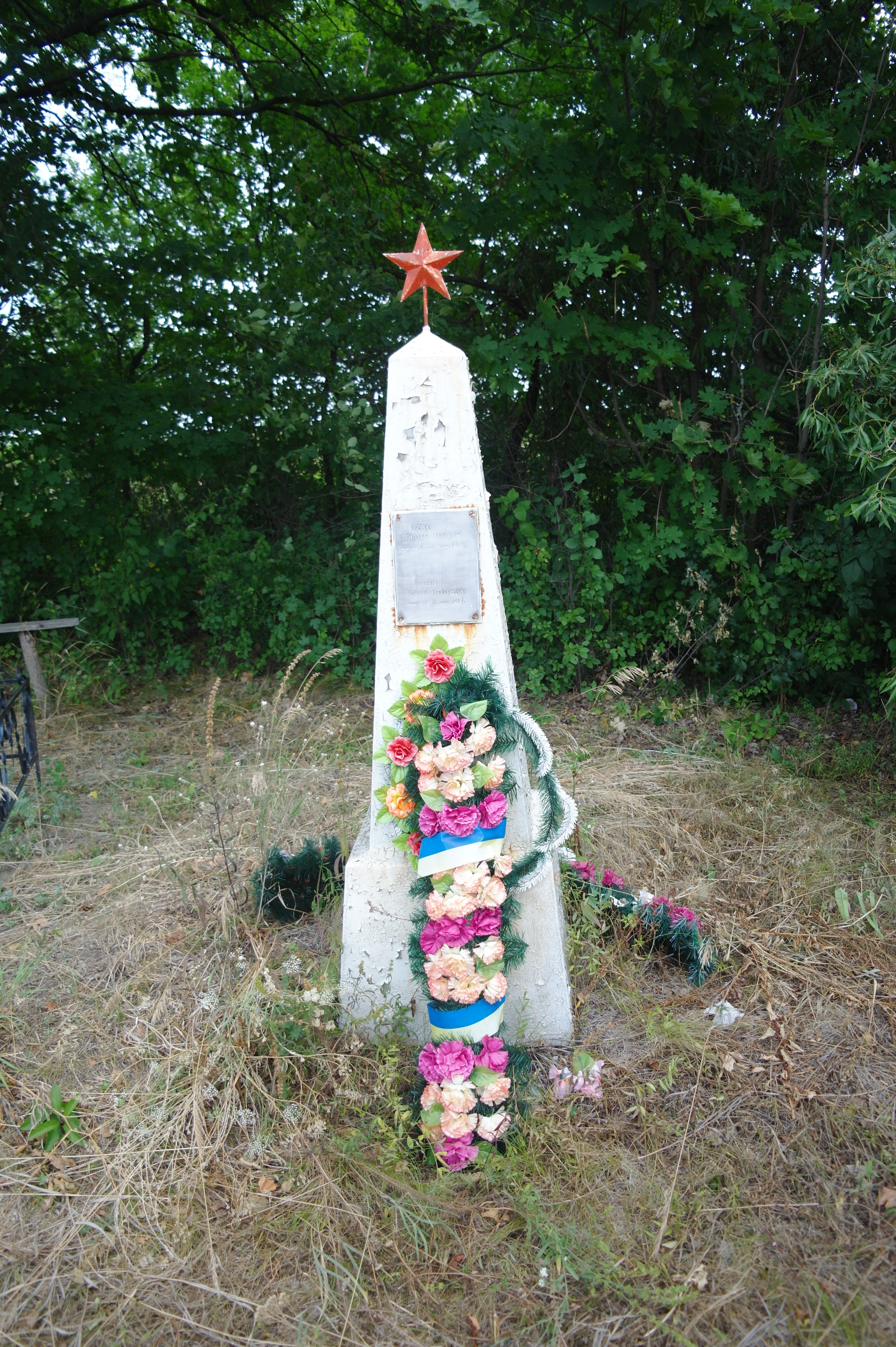
Пам'ятник учасникам Другої Світової Війни